# Юлиус Шайнер
Юлиус Шайнер (на немски: Julius Scheiner; 25 ноември 1858 – 20 декември 1913) е немски астрофизик, роден в Кьолн. Той получава образование в Бон. Впоследствие става става асистент в астрофизичната обсерватория в Потсдам през 1887 г.. През 1895 е назначен за председател на катедрата по астрофизика в Берлинския универстит. През 1898 г. вече е главен наблюдател на астрофизичната обсерватория в Постдам. Шайнер обръща специално внимание на небесната фотография и пише редица научни трудове:
Спектрален анализ на звездите (1890); Учебник по звездна фотография (1897); Радиация и температура на слънцето (1899); Изграждането на Вселената (1901); Последният труд става толкова известен, че се сдобива с трето издание (1909). През 1899 г. той започва издаването на Фотографска карта на небето.
Приписва му се и разработването на първата система за измерване на чувствителността на фотографските емулсии през 1894 г.  Scheinergrade, която също вдъхновява по-късния стандарт DIN 4512 за измерване на скоростта на филма.